# Juan R. Escudero
Juan R. Escudero är en kommun i Mexiko.   Den ligger i delstaten Guerrero, i den södra delen av landet, 260 km söder om huvudstaden Mexico City. Antalet invånare är 22 805. Arean är 653 kvadratkilometer.
Terrängen i Juan R. Escudero är kuperad söderut, men norrut är den bergig.
Följande samhällen finns i Juan R. Escudero:
- Tierra Colorada
- Palo Gordo
- Tlayolapa
- Garrapatas
- El Potrero Oriental
- El Tabacal
- Michapa
- Carrizal de la Vía
- Villa Guerrero
- El Zapote
- Plan de Lima
- Las Piñas
- Papagayo
- Tlalchocohuite
- El Tepehuaje